# Edina Gangl
Edina Gangl (Mosonmagyaróvár, 25 de junho de 1990) é uma jogadora de polo aquático húngara.

## Carreira
Gangl disputou duas edições de Jogos Olímpicos pela Hungria: 2012 e 2016. Em ambas as ocasiões sua equipe terminou na quarta colocação.